# Jørpeland
Jørpeland este o localitate din comuna Strand, provincia Rogaland, Norvegia, cu o suprafață de 4,02 km² și o populație de 6.640 locuitori (2013).